# Красное (Полесский район)
Кра́сное — посёлок Полесского района Калининградской области.

## География
Посёлок Красное расположен на севере Калининградской области, на берегу Куршского залива и одновременно на западном берегу Полесского канала, проходящего вдоль морского побережья, в 40 км по прямой к северо-востоку от северо-восточных окраин областного центра, города Калининграда, в 2,5 км по прямой к северо-востоку от ближайших окраин районного центра, города Полесска.

## История
Населённый пункт расположен на границе двух исторических областей древней Пруссии — Надровии и Скаловии.
В 1938 году властями гитлеровской Германии Агилла был переименован в Хаффвердер в рамках кампании по упразднению в Восточной Пруссии топонимики прусско-литовского происхождения.
Входил в состав Восточной Пруссии. После Второй мировой войны вошёл в состав СССР. В 1946 году Хаффвердер был переименован в посёлок Красное.

## Население
| 2002 | 2010 |
| ---- | ---- |
| 126  | ↘96  |